# Petites îles de la Sonde
Les Petites îles de la Sonde (en indonésien Kepulauan Nusa Tenggara, « archipel des îles du Sud-Est » ou Kepulauan Sunda Kecil, « Petites îles de la Sonde », en portugais Pequenas Ilhas da Sonda) sont un archipel de l'Insulinde. Situées au nord de l'Australie, elles sont partagées entre l'Indonésie (pour la plus grande partie) et le Timor oriental. Elles constituent, avec les Grandes îles de la Sonde à l'ouest, les îles de la Sonde, un ensemble qui fait partie de l'arc volcanique de la Sonde, formé par subduction le long de la fosse océanique du même nom dans la mer de Java.

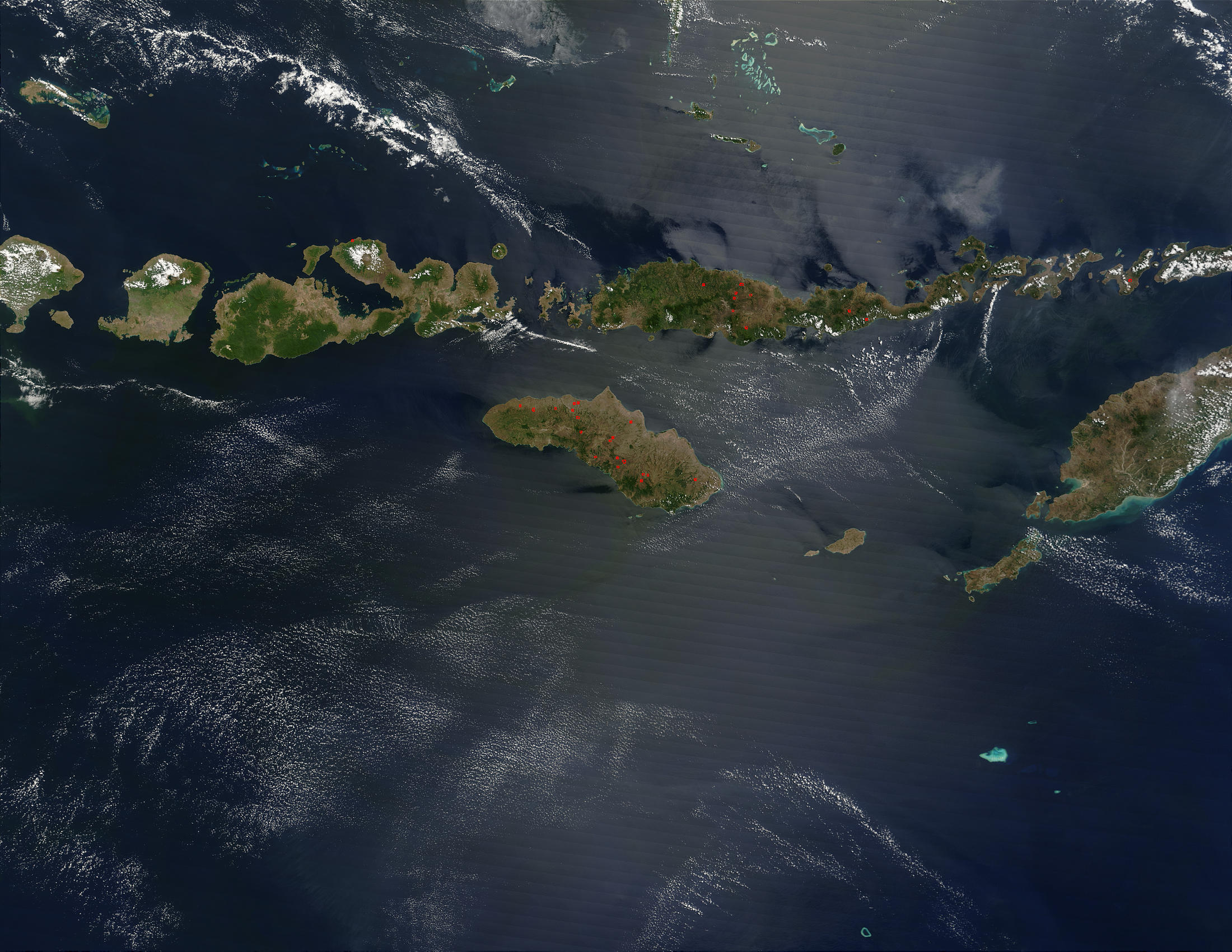
Image satellite d'une partie des Petites îles de la Sonde.

Les principales îles sont, d'ouest en est : Bali, Lombok, Sumbawa, Florès, Sumba et Timor que complètent les archipels Solor et Alor. 
Administrativement, ces îles se répartissent entre les provinces indonésiennes de Bali, des Petites îles de la Sonde occidentales, des Petites îles de la Sonde orientales  et de l'État du Timor oriental.